# Distrito de Achin
Achin es un distrito en el sur de la Provincia de Nangarhar en Afganistán, limítrofe con Pakistán hacia el este. Su población es 100% de etnia pastún.
Los habitantes de Achin pertenecen a la tribu shinwari, una de las tribus pastunes más numerosas. Fue un baluarte de los muyahidines durante la ocupación soviética de Afganistán, y desde 2015 ha sido un bastión de la rama afgana del ISIS-K.
En abril de 2017, la Fuerza Aérea de los Estados Unidos lanzó un MOAB, la bomba no nuclear más grande jamás creada, en el distrito de Achin. Una nota de prensa realizada por la CENTCOM afirmó que la bomba se había dirigido contra un complejo de túneles del Estado Islámico que operaba en la zona, y supuestamente habría matado a docenas de militantes de dicha organización.

## Economía
Entre lo cultivos legales, los principales son el trigo, el maíz, la cebada, las patatas y el arroz. La recolección, la ganadería (cría de caballos, burros, vacas, cabras y ovejas), así como la venta de leña y el trabajo manual son otras actividades que generan ingresos en la zona.También se cultiva tabaco en el distrito.

### Amapola de opio
En 2000, UNDCP registró 130 villas cultivadoras de amapola de opio en Achin, haciéndolo el distrito con mayor cultivo de opio en Afganistán oriental aquel año.